# Elizabeth Taylor
Elizabeth Taylor, DBE (tudi le Liz Taylor), britansko-ameriška igralka, * 27. februar 1932, † 23. marec 2011.
Že v mladosti je postala filmska zvezdnica, status pa je obdržala tudi kot odrasla igralka. Zaradi svojih filmskih vlog ter burnega življenja (poročila se je osemkrat in večkrat skoraj umrla) je bila deležna velikega javnega zanimanja. Velja za eno največjih zvezd v dobi klasičnega Hollywooda.